# Chiesa di San Sebastiano (Cuneo)
La chiesa di San Sebastiano è un luogo di culto cattolico di Cuneo, in provincia di Cuneo e diocesi di Cuneo-Fossano.

## Storia e descrizione

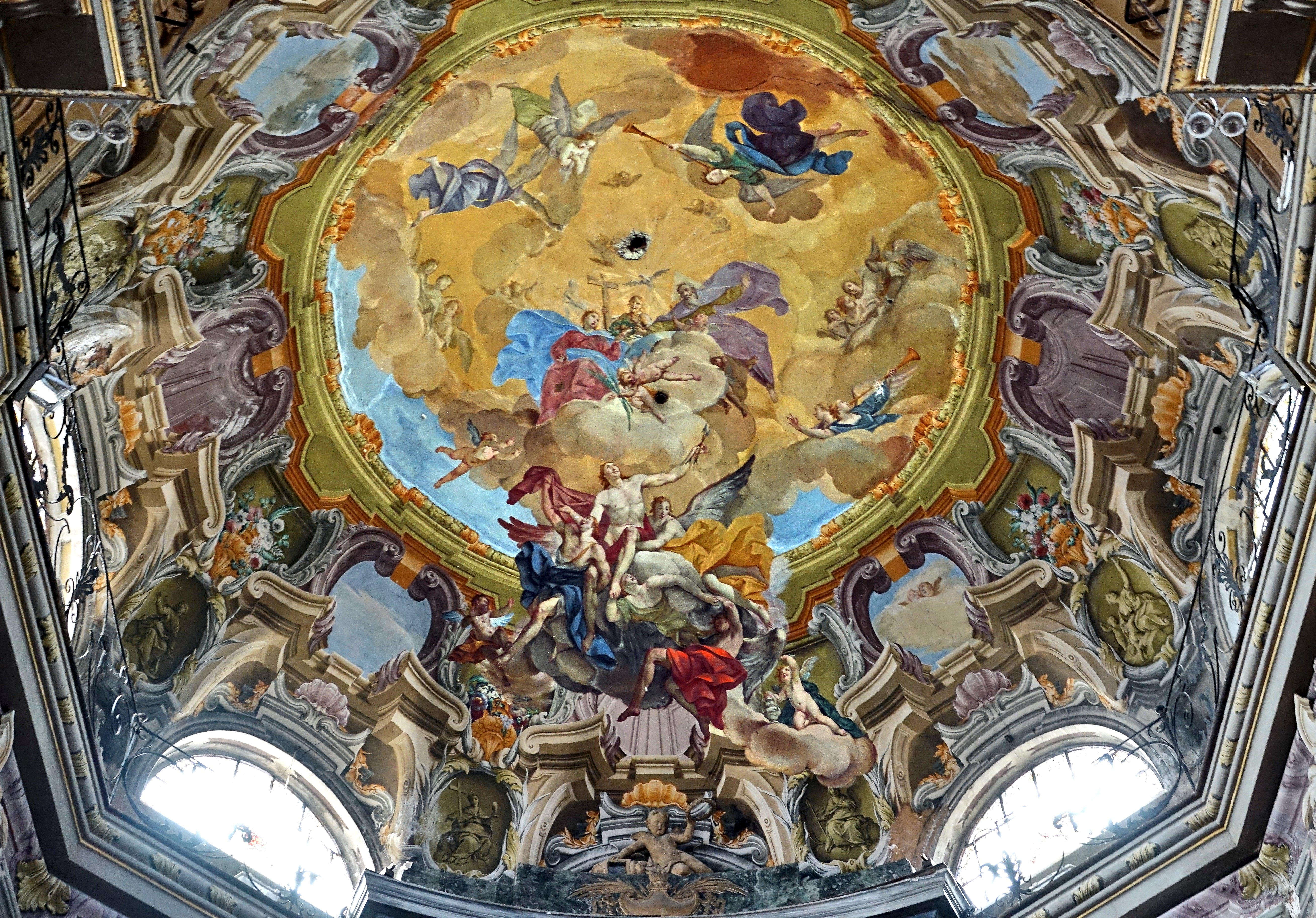
Catino absidale della chiesa.

Per tutto il trecento la città di Cuneo non aveva chiese dedicate a San Sebastiano. Una chiesetta a lui dedicata sorse per iniziativa del comune nel 1431 sulla via vecchia di Borgo. Era di forma circolare con molte finestre così che i fedeli potevano assistere alla messa anche in periodo di epidemia senza stare in uno luogo chiuso. Una tela esposta in contrada Mondovì nella chiesa di San Sebastiano illustra una processione, porta la scritta "Capela di S.Sebastiano".
All'interno della chiesa si possono ammirate opere del pittore secentesco saviglianese Giovanni Antonio Molineri: dietro l'altare maggiore è la pala con il Cristo crocifisso con i ss. Sebastiano, Rocco e due disciplinanti in orazione, 1626-27, ancòna del coro, ed attorno,nei pennacchi della cupola, gli Evangelisti, del 1628-29 (di questi solo Giovanni e Matteo autografi, gli altri ritoccati)
Dal 2012 fa parte del museo diocesano San Sebastiano.